# Ministère de l'Agriculture et de l'Élevage (Brésil)
Le ministère de l'Agriculture et de l'Élevage (en portugais : Ministério da Agricultura e Pecuária) (MAP) est un département du gouvernement brésilien.
Carlos Fávaro est ministre dans le gouvernement Lula depuis le 1er janvier 2023.

## Histoire
L'origine du ministère remonte à 1860 avec la création par l'empereur Pierre II du secrétariat d'État des Affaires de l'Agriculture, du Commerce et des Travaux publics (Secretaria de Estado dos Negócios da Agricultura, Comércio e Obras Públicas).
En 2001, il prend le nom de ministère de l'Agriculture, de l'Élevage et de l'Approvisionnement puis son nom actuel en 2023.

## Fonctions
Le ministère possède la responsabilité de définir et de mettre en œuvre des politiques de développement de l'agriculture, de l'élevage et de l'agro-industrie, de promouvoir la sécurité alimentaire, de générer des revenus et des emplois, réduire les inégalités et contribuer à l'inclusion sociale.